# UFC Fight Night: Ankalaev vs. Walker 2
UFC Fight Night: Ankalaev vs. Walker 2（ユーエフシー・ファイトナイト：アンカラエフ・バーサス・ウォーカー・ツー、別名UFC Fight Night 234、UFC on ESPN+ 92）は、アメリカ合衆国の総合格闘技団体「UFC」の大会の一つ。2024年1月13日、ネバダ州ラスベガスのUFC APEXで開催された。

## 大会概要
本大会はマゴメド・アンカラエフとジョニー・ウォーカーのライトヘビー級戦が組まれた。

## 試合結果

### プレリミナリーカード
第1試合 フライ級 5分3R
○  ジョシュア・ヴァン vs.  フェリペ・ブネス ×
2R 4:31 TKO（パウンド）
第2試合 ライト級 5分3R
○  ニコラス・モッタ vs.  トム・ノーラン ×
1R 1:03 TKO（右ストレート→パウンド）
第3試合 フェザー級 5分3R
○  ジェアン・シウバ vs.  ウェスティン・ウィルソン ×
1R 4:12 TKO（右アッパー）
第4試合 バンタム級 5分3R
○  ファリド・バシャラート vs.  テイラー・ラピルス ×
3R終了 判定3-0（30-27、30-27、30-27）
第5試合 バンタム級 5分3R
○  マーカス・マギー vs.  ガストン・ボラニョス ×
2R 3:29 TKO（左ストレート）
第6試合 ウェルター級 5分3R
○  プレストン・パーソンズ vs.  マシュー・セメルスバーガー ×
3R終了 判定3-0（30-27、30-27、30-27）

### メインカード
第7試合 ヘビー級 5分3R
○  ワルド・コルテス＝アコスタ vs.  アンドレイ・アルロフスキー ×
3R終了 判定3-0（29-28、29-28、29-28）
第8試合 ミドル級 5分3R
○  ブルーノ・フェレイラ vs.  フィル・ハウズ ×
1R 4:55 KO（左ジャブ→パウンド）
第9試合 バンタム級 5分3R
○  マリオ・バティスタ vs.  リッキー・シモン ×
3R終了 判定3-0（30-27、30-27、29-28）
第10試合 ライト級 5分3R
○  ジム・ミラー vs.  ガブリエル・ベニテス ×
3R 3:25 ネッククランク
第11試合 ライトヘビー級 5分5R
○  マゴメド・アンカラエフ vs.  ジョニー・ウォーカー ×
2R 2:42 KO（右フック→パウンド）

### 各賞
ファイト・オブ・ザ・ナイト：該当無し
パフォーマンス・オブ・ザ・ナイト：マゴメド・アンカラエフ、ジム・ミラー、ブルーノ・フェレイラ、マーカス・マギー
各選手にはボーナスとして5万ドルが授与された。

### カード変更
負傷などによるカードの変更は以下の通り。